# جؤجئيات
جُؤجُئيّات أو الجؤجؤيات هي طيور تتميز بوجود حيد طولي على عظم القصّ.